# Knodus geryi
Knodus geryi es una especie de pez de la familia Characidae en el orden de los Characiformes.

## Morfología
Los machos pueden llegar alcanzar los 6,5 cm de longitud total.
- Número de  vértebras: 38-39.[1]

## Alimentación
Come materia vegetal e insectos.

## Hábitat
Vive en zonas de clima tropical.

## Distribución geográfica
Se encuentran en Sudamérica:  cuenca del río Paraguay en Brasil.